# Johannes Borges
Johannes Borges (* 11. Dezember 1936 in Mölkau; † 23. Dezember 2020 in Mühlau) war ein deutscher Maler und Grafiker.

## Leben und Werk
Borges war der Sohn eines Lehrers. Von 1951 bis 1954 absolvierte er eine Lehre als technischer Zeichner und arbeitete dann als Teilkonstrukteur und Leiter eines Zeichenbüros und von 1973 bis 1986 mit einem eigenen Atelier als angestellter Grafiker.
Daneben betätigte er sich autodidaktisch als Maler und Zeichner. Von 1963 bis 1974 beteiligt er sich an einem Volkskunst-Zirkel in Leipzig. Er studierte bei Walter Münze, Gerhard Eichhorn und Joachim Nusser (* 1931) an der Abendakademie der Hochschule für Grafik und Buchkunst Leipzig.
Seit 1987 arbeitete Borges in Mölkau als freischaffender Maler und Grafiker. Von 1988 bis 1990 besuchte er in Abendkursen die Spezialschule für Malerei und Grafik an der Kulturakademie Halle/Saale, wo er die Qualifikation als Kunstpädagoge erwarb. Neben der künstlerischen Arbeit betätigte er sich als Zirkelleiter, u. a. des Mal- und Zeichen-Workshops des Mühlauer Kulturvereins, und beteiligte er sich an der Organisation von Ausstellungen und Kunstfesten. Ab 1995 nahm er jährlich am Maler-Pleinair in Eschenbach teil. Ab 1997 war er Leiter des Projekts Aktion Zeitgleich des Bunds Bildender Künstler Leipzig BBKL.
Borges schuf vor allem Landschaftsbilder und einige wenige Porträts, die meisten als Aquarell oder Handzeichnung, einige auch in Öl.

## Mitgliedschaften
- ab 1991: Bund Bildender Künstler Leipzig, 1996 bis 2000 als Mitglied des Vorstands
- ab 1991: Sächsischer Künstlerbund e. V.
- ab 1991: Bundesverband Bildender Künstlerinnen und Künstler (BBK)
- 1992/1993: Kunstverein Kolonie Ost e.V., Leipzig
- ab 2000: Kunstverein „Galerie Unten“, Kändler
- ab 2004: Chemnitzer Künstlerbund (CKB) im BBK

## Ausstellungen
Einzelausstellungen
- 1993: Leipzig, Galerie Peter F.
- 2003: Burgstädt, Galerie Art-Forum
- 2005: Wolkenburg, Schloss
- 2013: Hohenstein-Ernstthal, Kleine Galerie (mit Vera-Marie von Claer)
- 2016: Burgstädt, Galerie Art-Forum, postum[2]
- 2021: Burgstädt, Galerie Art-Forum[2]

Ausstellungsbeteiligungen
- 1997: Delitzsch, Grimma, Leipzig, Schkeuditz und Wurzen (bundesweite Ausstellungsaktion des Bunds Bildender Künstler Leipzig)
- 2004: Augustusburg, Jagdschloss Augustusburg („Chemnitzer Herbstsalon“)
- 2010: Chemnitz, Werkschau des Chemnitzer Künstlerbunds